# San Giorgio Maggiore
Basilica di San Giorgio Maggiore är en kyrka på ön med samma namn, San Giorgio Maggiore, i Venedig.
Kyrkan är ritad av Andrea Palladio. Byggnationen påbörjades 1566 och slutfördes av Simon Sorella 1610, inspirerat av ett grekiskt tempel. Inne i kyrkan finns målningar av Tintoretto från 1594, Mannan samlas (Il cader della manna) och Nattvarden (Ultima Cena).